# زيبيك
زيبيك (بالإنجليزية: Xebec)‏ هي شركة أنمي يابانية فرعية من شركة وز آي جي بورت. تأسست في مايو 1 1995. يقع مقرها في طوكيو.

## أعمال الاستوديو

### المسلسلات
- سابق ولاحق (1996–1998)
- سوبر سونيك سبنر (1998–1999)
- سوبر بيدا مان (1999)
- لاف هينا (2000)
- زعيم المحاربين (2001–2002)
- ميغامان محارب النت (2002–2006)
- دي إن آنجل (2003)
- دايس (2005)
- المعلم الساحر نيغيما! (2005)
- أوفر درايف (2007)
- هيتوهيرا (2007)
- زومبي-لون (2007)
- تو لاف-رو (2008)
- اليوم في صف 5-2 (2008)
- باندورا هارتز (2009)
- إم إم! (2010)
- سفينة الفضاء ياماتو 2199 (2012–2013)
- بوكيمون أوريجينز (2013)
- حلم متفجر! (2017)

### أوفا
- باندورا هارتز أوماكي (2009-2010)
- بوتشي إيفا: إيفانجيليون@سكول (2007)
- البرسيم الأسود (2015)

### الافلام
- ميجور (2008)

## وصلات خارجية
- زيبيك على موقع ANN company (الإنجليزية)

- الموقع الإلكتروني